# Władysław Szpilman
Władysław Szpilman (phát âm tiếng Ba Lan: [vwaˈdɨswaf ˈʂpʲilman], 5 tháng 12 năm 1911 – 6 tháng 7 năm 2000) là một nghệ sĩ dương cầm người Do Thái, sinh ra và lớn lên tại Ba Lan. Ông là tác giả của cuốn hồi ký Nghệ sĩ dương cầm kể về cuộc đời ông trong thời kì chiến tranh thế giới thứ hai, làm thế nào ông đã sống sót sau khi Đức chiếm đóng Warszawa và Holocaust.
Szpilman học piano tại các học viện âm nhạc ở Berlin và Warsaw. Anh ấy đã trở thành một người biểu diễn nổi tiếng trên đài phát thanh Ba Lan và trong buổi hòa nhạc. Bị giam cầm trong khu ổ chuột Warsaw sau Cuộc xâm lược Ba Lan của Đức, Szpilman đã ở ẩn hai năm. Đến cuối thời gian che giấu, anh được một sĩ quan Đức Wilhelm Adalbert Hosenfeld  giúp đỡ, người chán ghét chính sách tàn bạo của Đức Quốc xã. Sau Thế chiến II, Szpilman nối lại sự nghiệp trên đài phát thanh Ba Lan. Szpilman cũng là một nhà soạn nhạc tài ba; tác phẩm của ông bao gồm hàng trăm bài hát và nhiều bản hòa tấu.

## Nghề nghiệp nghệ sĩ piano
Szpilman bắt đầu nghiên cứu về piano tại Học viện âm nhạc Chopin tại Warsaw, Ba Lan, nơi anh học piano với Aleksander Michałowski và Józef Śmidowicz, học trò thế hệ thứ nhất và thứ hai của Franz Liszt. Năm 1931, ông là sinh viên của Học viện Nghệ thuật danh tiếng ở Berlin, Đức, nơi ông học cùng Artur Schnabel, Franz Schreker và Leonid Kreutzer. Sau khi Adolf Hitler được bổ nhiệm làm Thủ tướng Đức vào năm 1933, Szpilman trở lại Warsaw, nơi ông nhanh chóng trở thành một nghệ sĩ piano và nhà soạn nhạc nổi tiếng của cả nhạc cổ điển và âm nhạc đại chúng. Chủ yếu là một nghệ sĩ độc tấu, ông cũng là đối tác âm nhạc thính phòng của những nghệ sĩ violin nổi tiếng như Roman Totenberg, Ida Haendel và Henryk Szeryng, và vào năm 1934, ông đã đi lưu diễn Ba Lan với nghệ sĩ violin Hoa Kỳ, Bronislav Gimpel.